# روز بلومكين
روز بلومكين (3 ديسمبر 1893-9 أغسطس 1998) سيّدة أعمال مشهورة ومؤسّسة سوق الأثاث عام 1937. في حديث وارن بافت عنها: أفضّل مصارعة الدببة على منافسة السّيدة بلومكين وذريّتها. كان شعارها "بع رخيصًا، قل الحقيقة، لا تغشّ أحدًا".

## حياتها المبكرة
ولدت بلومكين عام 1893 باسم روزا غوريليك لعائلة يهودية في شيدرين،وهي قرية بالقرب من بابروسك في بيلاروسيا الحاليّة. هي واحدة من ثمانية أبناء لسولومون وتشاسيا غوريليك. كان والدها حاخاماً ووالدتها تدير محلّ بقالة. تزوّجت روز من ايزيا بلومكين في العشرين من عمرها. هاجرت بلومكين إلى الولايات المتحدة عام 1917 ولم تستطع التّحدث باللّغة الإنكليزية. عام 1919 انتقلت إلى اوماها نيبراسكا حيث اسّست عائلة بلومكين محلاًّ للملابس المستعملة.

## المهنة
افتتحت بلومكين متجر نيبراسكا للأثاث عام 1937 لبيع الأثاث المستعملة. تُعرف باسم «السيدة ب» وافتتحت العمل في الطابق السّفليّ من متجر زوجها باستثمار 500 دولار عندما كانت في الأربعين من عمرها.
وسّعت بلومكين عملها ليصبح متجرها أكبر متجر أثاث داخليّ في أمريكا، ما لفت انتباه وارن بافت. عام 1983، اشترت شركة بافت حصة 90% من مارت نبراسكا للأثاث مقابل 60 مليون دولار.
تقاعدت بلومكين بعد ستّ سنوات من عملها، وكانت قد باعت %90 من شركتها إلى بيركشير هيفاواي، لكنها عادت بعد ثلاثة أشهر لتفتتح متجرا منافسا.
كان يسمى «مخرج التخليص والمصنع للسيدة بي» ويقع مباشرة على الجانب الآخر من الشارع من متجر مارتن للأثاث وبدأ بضخ الأرباح قبل عام 1991. استحوذ بافت على الشركة عام 1992. استمرت بلومكين في المشاركة في العمليات اليومية حتى قبل وقت قصير من وفاتها عن عمر يناهز 104 عامًا.

## اعتراف
كانت بلومكين نشطة كفاعلة خير. سميّ مركز روز بلومكين للفنون المسرحيّة بإسمها. كانت أيضًا متبرعة كبيرة لمركز الجالية اليهودية في اوماها. حصلت على شهادة فخريّة من جامعة نيويورك وجامعة كريتون.

## الوفاة
توفيت روز بلومكين عن عمر يناهز 104 عامًا في 9 أغسطس 1998، بسبب مشاكل في القلب والتهاب الشعب الهوائية المزمن.
السيدة (بلومكين) مدفونة في مقبرة (غولدن هيل) اليهودية.